# Sista steget
Sista steget är en ultranationalistisk bok (ISBN 91-974652-0-8) skriven av Henrik Johansson från Nordiska förbundet och som gavs ut av NordPocket 2004. Boken handlar om ett multietniskt och multikulturellt Sverige om några årtionden och om hur några ultranationalister påbörjar ett väpnat uppror mot vad de uppfattar som ett förtryckarsamhälle.